# Lazarus Aaronson
Lazarus Leonard Aaronson MBE (24 de dezembro de 1894 – 9 de dezembro de 1966), muitas vezes referido como L. Aaronson, foi um poeta britânico e professor de economia. Quando jovem, pertencia a um grupo de amigos judeus que hoje são conhecidos como "Whitechapel Boys", muitos dos quais mais tarde alcançaram fama como escritores e artistas. Embora menos radical no seu uso da linguagem, foi comparado ao seu amigo mais famoso de Whitechapel, Isaac Rosenberg, em termos de dicção e energia verbal. A poesia de Aaronson é caracterizada mais como 'pós-georgiana' do que modernista, e desde então os estudiosos foram capazes de traçar influências de volta ao poeta inglês John Keats e a poetas hebreus como Shaul Tchernichovsky e Zalman Shneur.
Aaronson viveu a maior parte da sua vida em Londres e passou grande parte da sua vida profissional como professor de economia no City of London College. Aos vinte anos, converteu-se ao cristianismo e grande parte da sua poesia concentrou-se na sua conversão e identidade espiritual como judeu e inglês. No total, publicou três coleções de poesia: Christ in the Synagogue (1930), Poems (1933) e The Homeward Journey and Other Poems (1946). Embora não tenha alcançado amplo reconhecimento, Aaronson ganhou seguidores de culto de leitores dedicados. Ao se aposentar do ensino, mudou-se para Harpenden, Hertfordshire, onde morreu de insuficiência cardíaca e doença cardíaca coronária no dia 9 de dezembro de 1966. A sua poesia não foi amplamente divulgada, e ele deixou muitos poemas inéditos com a sua morte.

## Vida e carreira
Aaronson nasceu no dia 24 de dezembro de 1894 no número 34 da Great Pearl Street, em Spitalfields, no East End de Londres, de pais judeus ortodoxos pobres que imigraram de Vilna na zona de assentamento judeu na Rússia, na Europa Oriental. O seu pai, Louis Aaronson, era sapateiro, e a sua mãe era Sarah Aaronson, nascida Kowalski. Ele frequentou a Whitechapel City Boys' School e mais tarde recebeu uma bolsa de estudos para frequentar a Hackney Downs Grammar School.
O seu pai emigrou para Nova York em 1905. O resto da família seguiu em 1912, exceto Lazarus, de 17 anos, que permaneceu em Londres. A partir de então, viveu com a família de Joseph Posener no N.º 292 da Commercial Road no East End de Londres. Na época, a área era um centro da diáspora judaica e, na viragem do século XX, um quarto da sua população eram judeus da Europa Central e Oriental. Crescendo no East End, Aaronson fazia parte de um grupo de amigos que hoje são conhecidos como Whitechapel Boys, todos filhos de imigrantes judeus e ambições literárias e artísticas compartilhadas. Outros no grupo que, como Aaronson, mais tarde alcançaram distinção incluíam John Rodker, Isaac Rosenberg, Joseph Leftwich, Stephen Winsten, Clara Birnberg, David Bomberg e os irmãos Abraham Fineberg e Joseph Fineberg. Aaronson também esteve envolvido na Young Socialist League, onde ele e outros rapazes do grupo ajudaram a organizar reuniões educacionais sobre arte moderna e política radical. Aaronson permaneceu um socialista comprometido durante toda a sua vida adulta.

All that I am is staked on words.

Bless their meaning, Lord, or I become

Slave to the heavy, hollow, mindless drum.

Make me the maker of my words.

Let me renew myself in my own speech,

Till I become at last the thing I teach.

And let a taste be in my words,

That men may savour what is man in me,

And know how much I fail, how little see.

Let not my pleasure in my words

Forget the silence whence all speech has sprung,

The cell and meditation of the tongue.

And at the end, the Word of words,

Lord! make my dedication. Let me live

Towards Your patient love that can forgive

The blasphemy and pride of words

Since once You spoke. Your praise is there.

I mean it thus, even in my despair.

—The Homeward Journey and Other Poems, 1946
Tendo sido diagnosticado com tuberculose e diabetes, Aaronson não serviu nas forças armadas durante a Primeira Guerra Mundial. Entre 1913 e 1915, e novamente entre 1926 e 1928, estudou economia com foco especial em administração pública na London School of Economics, contudo nunca concluiu a sua graduação.
Aaronson foi casado três vezes. A sua primeira esposa foi a atriz Lydia Sherwood (1906-1989), com quem foi casado entre 1924 e 1931. Ele pediu o divórcio devido ao seu adultério com o produtor de teatro Theodore Komisarjevsky, e o processo muito divulgado não foi defendido. O seu segundo casamento, que ocorreu a 9 de julho de 1938, com Dorothy Beatrice Lewer (1915-2005), também terminou em divórcio. A 14 de janeiro de 1950, Aaronson casou-se com Margaret Olive Ireson (1920–1981), com quem teve um filho, David, nascido em 1953.
Para amigos e familiares, Lazarus Aaronson era conhecido como Laz. Era amigo do romancista Stephen Hudson, do escultor Jacob Epstein, do magnata da mídia Sidney Bernstein, dos artistas Mark Gertler e Matthew Smith e dos poetas Harold Monro, Louis MacNeice e Samuel Beckett. Aaronson também era próximo do economista Graham Hutton, que em 1952 fez um programa de rádio sobre ele para a BBC.
Por volta de 1934 começou a trabalhar como professor de economia no City of London College. Após a sua aposentadoria da universidade em 1958, Aaronson foi feito Membro da Ordem do Império Britânico nas Honras do Ano Novo de 1959, como reconhecimento de mais de vinte e cinco anos de serviço. No mesmo ano, mudou-se com a sua família de Londres para Harpenden, em Hertfordshire, onde mais tarde morreu de doença cardíaca coronária e insuficiência cardíaca no dia 9 de dezembro de 1966, aos 71 anos. Foi enterrado no cemitério Westfield Road em Harpenden. Deixou a sua esposa e o filho.

## Poesia
Aaronson tinha ambições literárias desde tenra idade e, em 1914, contribuiu com o seu primeiro trabalho para a revista literária radical The New Age. Ele foi muitas vezes publicado sob o nome de L. Aaronson. Na década de 1920 converteu-se ao cristianismo. A sua primeira coleção de poemas, Christ in the Synagogue, publicada por V. Gollancz em 1930, tratou em grande parte da sua conversão e identidade espiritual como judeu e inglês. Esse assunto tornar-se-ia num tema recorrente dos seus numerosos poemas místicos. Christ in the Synagogue alcançou apenas uma pequena audiência e recebeu menos de uma dúzia de críticas, mas as publicações The Manchester Guardian, The Nation and Athenaeum, The Times Literary Supplement e The New Age escreveram favoravelmente sobre isso.
Apesar do pequeno número de leitores de Aaronson, V. Gollancz publicou uma segunda coleção de versos em 1933, intitulada Poems. Apesar de ser pouco conhecido do público em geral, Aaronson ganhou seguidores de culto de leitores dedicados. A sua terceira coleção, The Homeward Journey and Other Poems, foi publicada em 1946 pela Christophers, uma pequena editora de Londres. Alguns dos seus trabalhos também apareceram em periódicos e antologias como o Faber Book of Twentieth Century Verse de 1953.

"Existem dois elementos na poesia de Aaronson, o lírico, que é naturalmente uma esperada poesia universal; mesmo o mais severo parece ter suas raízes no impulso da canção – e o outro impulso é o dramatismo. Esses dois estão entrelaçados o suficiente na maior parte do tempo, embora muitos dos seus poemas pareçam estar preocupados com a captura – a qualquer preço – do humor ou sentimento de um lugar, e ele é muitas vezes capaz de sacrificar o tema, a ideia ou mesmo a paixão, por causa do humor. Na verdade, esse desejo de capturar precisamente uma paisagem surge como uma ansiedade por uma raiz em algum lugar, o que é no fundo, eu acho, resultado do conflito: Devo ou não ser um judeu?"

—Jon Silkin
Como a poesia de Aaronson não apresenta inovação formal, o professor de literatura William Baker caracteriza-o como "Um pós-georgiano em vez de um [poeta] modernista ". Baker observa ainda que a poesia de Aaronson trata de várias questões do seu tempo, como a ascensão do fascismo e a Segunda Guerra Mundial, mas ressalta que Aaronson não escreveu diretamente sobre o Holocausto. Após a morte de Aaronson, o poeta Arthur Chaim Jacobs comparou-o com Isaac Rosenberg, o poeta mais célebre da mesma geração anglo-judaica. De acordo com Jacobs, Aaronson foi "claramente influenciado por ele em termos de dicção e num tipo de energia verbal que percorre grande parte da sua poesia. Mas ele era menos radical do que Rosenberg no seu uso da linguagem, e tendia para a luxúria e doçura de Keats." O poeta Jon Silkin também comparou Aaronson desfavoravelmente a Rosenberg, escrevendo "não se pode dizer que o seu trabalho atinja a majestade ardente ou a profundidade da poesia de Rosenberg, e isso é explicável talvez pelo facto de Aaronson não se importar em reconhecer as sua raízes."
Embora muitos dos escritos de Aaronson se concentrem na sua conversão ao cristianismo, Jacobs traça um clima hebraico contínuo na sua poesia, e escreveu que "o seu cristianismo dificilmente era familiarmente anglicano, e há no seu trabalho uma sensualidade declarada que poderia, de certa forma, ser comparada à de poetas hebreus modernos como Tchernikowsky ou Shneur, ou mais tarde, Avraham Shlonsky." De acordo com o seu amigo Joseph Leftwich, o próprio Aronson na velhice reconheceu influências tanto do judaísmo tradicional quanto da interpretação heterodoxa do judaísmo chassídico de Martin Buber.
A poesia de Aaronson não foi amplamente divulgada, e deixou mais de mil poemas inéditos no momento da sua morte. Pouca atenção académica foi dada à sua vida e poesia. Após a morte de Aaronson, Jacobs afirmou que "uma avaliação adicional do seu trabalho aguarda uma publicação mais substancial"; cerca de 40 anos depois, Baker, que escreveu mais extensivamente sobre Aaronson, nomeou-o entre os escritores e artistas intelectuais de Whitechapel "hoje consignados ao esquecimento".

## Obras
- Christ in the Synagogue. Londres: V. Gollancz, 1930
- Poems. Londres: V. Gollancz, 1933
- The Homeward Journey and Other Poems. Londres: Christophers, 1946